# 寝屋川市
寝屋川市（ねやがわし）は、大阪府の北河内地域に位置する市。中核市に指定されている。

## 概要

### 名称
地名について
市名および河川名の「寝屋」は当市東部の地名であり（旧・交野郡寝屋村→北河内郡水本村大字寝屋、現・寝屋川市寝屋）、古代生駒山麓の、牧人の寝屋が起こりと言われる。
現代では住宅・商業施設・町工場などが立ち並ぶ、大阪市郊外のベッドタウンである。

## 地理

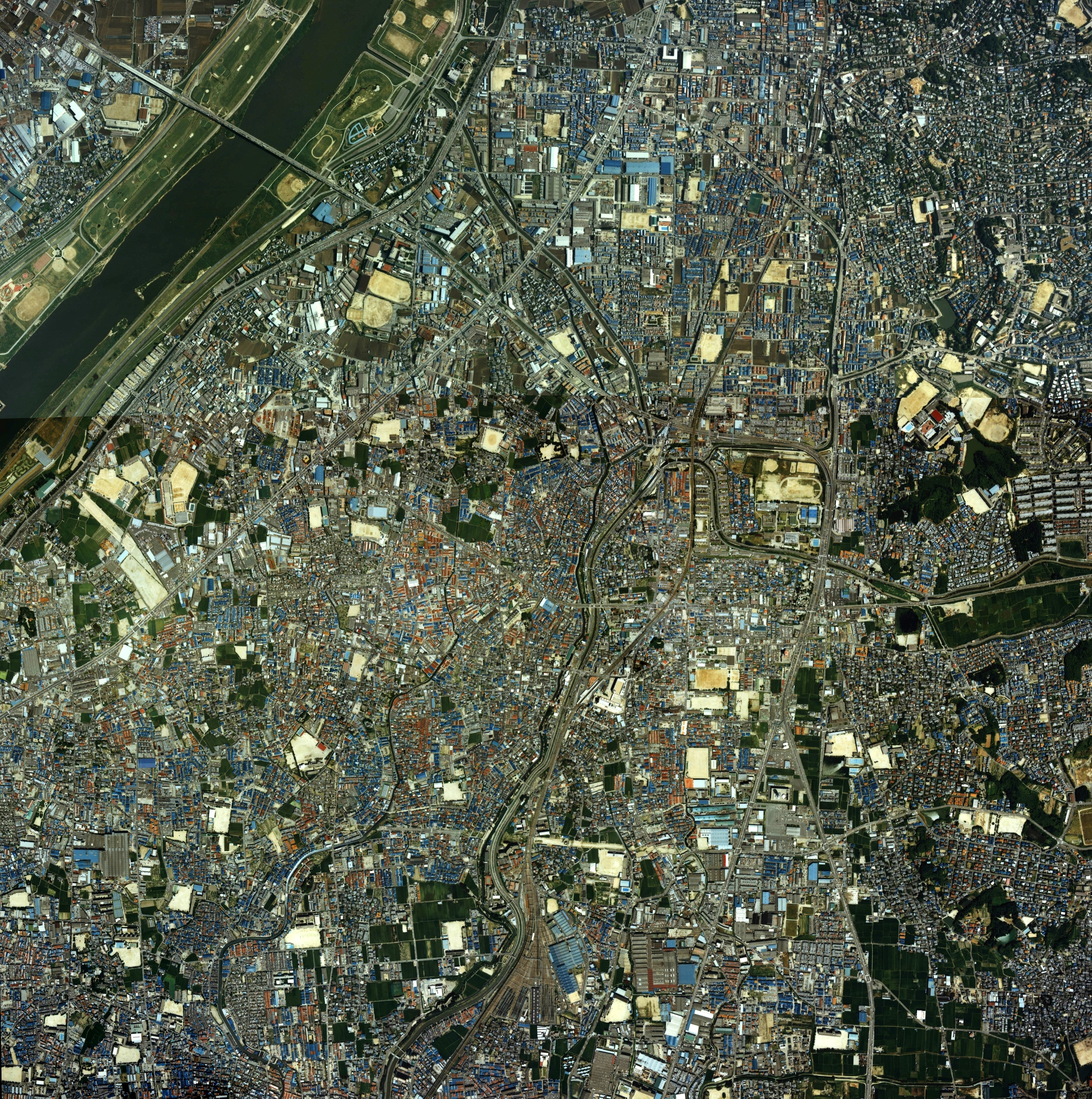
寝屋川市中心部周辺の空中写真。1985年撮影の6枚を合成作成。。

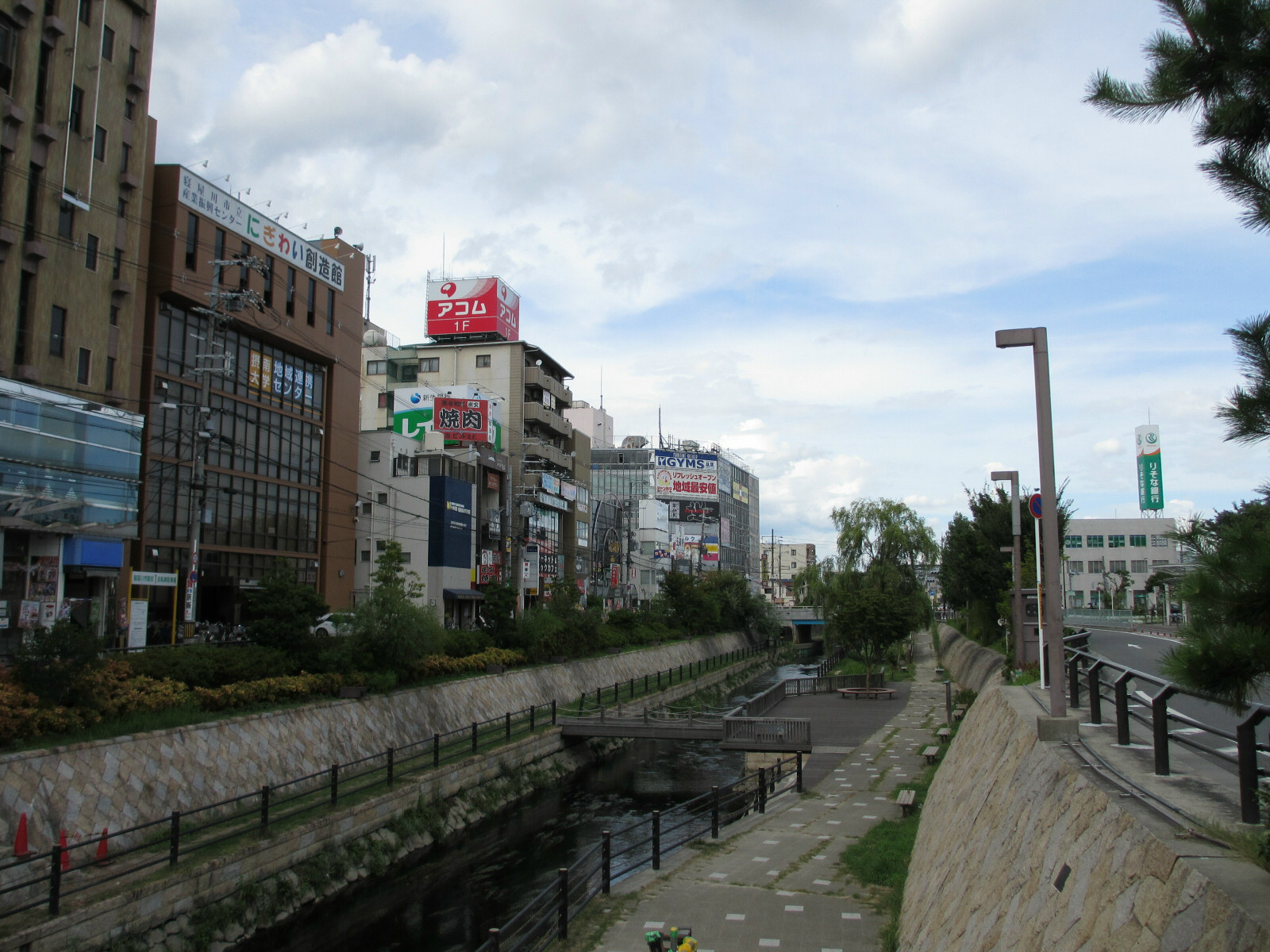
寝屋川

### 位置
大阪府の東北部、淀川左岸に位置し、大阪市域の中心から15km、京都市域の中心から35kmの距離にある。南北は7.22 km、東西は6.89 km、面積は 24.73km2。
市域の東部は交野市、西部は淀川を境にして高槻市、摂津市に接し、南部は守口市と門真市、大東市、四條畷市、北部は枚方市に隣接し、北河内地域の中心部に位置している。
市の地勢は、東部丘陵地帯と西部平坦地帯の二つに大きく分けることができる。東部丘陵地帯は、生駒山系の一部で、海抜は約50m。西部平坦部はおもに沖積層からなる海抜2～3mの平地で北河内の低湿地帯とよばれている。最高点は、石宝殿古墳周辺で109.6m、最低点は深北緑地内で0.1m。
市南西部の寝屋川が大きく西に蛇行した木田地区は周囲よりも土地が低く、地区の東西を流れる寝屋川と讃良川の洪水による被害から守るために周囲を堤防で囲んだ輪中の形態が採られていた。周囲を堤防で囲むと用排水の問題が生じるが、用水は寝屋川対岸の二十箇用水から「久左衛門樋」と呼ばれる伏越樋によって確保されており、現在でも遺構が残されている。

### 地形

#### 河川
主な川
- 淀川
- 寝屋川
- 古川

### 地域

#### 地区
旧村名が大字となり、それが現行住居表示の際に町名の基礎になっている。なお、1966年（昭和41年）から開始された住居表示変更は、2005年（平成17年）までに完了した。
北西部
- 香里北之町
- 香里南之町
- 香里西之町
- 香里新町
- 松屋町
- 日新町
- 寿町
- 豊里町
- 田井町
- 田井西町
- 音羽町
- 緑町
- 石津（中町・東町・南町・元町）
- 木屋町
- 木屋元町
- 太間町
- 太間東町

北東部
- 東香里園町
- 香里本通町
- 郡元町
- 美井町
- 美井元町
- 境橋町
- 三井南町
- 成田町
- 成田（西町・南町・東町・東が丘）
- 末広町
- 国松町
- 川勝町
- 八幡台
- 三井が丘（1〜5丁目）
- 明徳（1〜2丁目）
- 池の瀬町

中心部西側～西部
- 東大利町
- 大利元町
- 大利町
- 北大利町
- 錦町
- 成美町
- 清水町
- 池田1～3丁目
- 池田（旭町・新町・本町・中町・東町・西町・北町・南町）
- 長栄寺町
- 桜木町
- 若葉町
- 平池町
- 葛原1・2丁目
- 葛原新町
- 高柳1～7丁目
- 高柳栄町
- 春日町
- 対馬江（西町・東町）
- 宝町
- 仁和寺町
- 仁和寺本町1～6丁目
- 点野1～6丁目
- 黒原（旭町・新町・城内町・橘町）
- 御幸（西町・東町）
- 上神田1・2丁目

中心部東側～東部
- 早子町
- 八坂町
- 豊野町
- 幸町
- 本町
- 初町
- 日の出町
- 木田町
- 中木田町
- 昭栄町
- 出雲町
- 秦町
- 太秦（桜ヶ丘・高塚町・中町・東が丘・緑が丘・元町）
- 宇谷町
- 寝屋1・2丁目
- 寝屋南1・2丁目
- 寝屋（北町・新町）
- 打上（新町・高塚町・中町・南町・宮前町・元町）
- 梅が丘1・2丁目
- 寝屋川公園
- 明和1・2丁目
- 高倉1・2丁目
- 高宮1・2丁目
- 高宮（新町・栄町・あさひ丘）
- 小路（北町・南町）

南部
- 下木田町
- 木田元宮1・2丁目
- 大成町
- 讃良（西町・東町）
- 楠根（北町・南町）
- 堀溝1・2丁目
- 堀溝北町
- 新家1・2丁目
- 河北（東町・西町・中町）
- 中神田町
- 下神田町
- 東神田町
- 萱島東1～3丁目
- 萱島（信和町・本町・南町・桜園町）
- 南水苑町

### 人口
平成22年国勢調査より前回調査からの人口増減をみると、1.48％減の2,244人であり、増減率は府下43市町村中29位、72行政区域中51位。
| |                                          |  |
| 寝屋川市と全国の年齢別人口分布（2005年） | 寝屋川市の年齢・男女別人口分布（2005年） |  |
| ■紫色 ― 寝屋川市 ■緑色 ― 日本全国 | ■青色 ― 男性 ■赤色 ― 女性                |  |
| 寝屋川市（に相当する地域）の人口の推移 \| 1970年（昭和45年） \| 206,961人 \| \| \| 1975年（昭和50年） \| 254,311人 \| \| \| 1980年（昭和55年） \| 255,859人 \| \| \| 1985年（昭和60年） \| 258,228人 \| \| \| 1990年（平成2年） \| 256,524人 \| \| \| 1995年（平成7年） \| 258,443人 \| \| \| 2000年（平成12年） \| 250,806人 \| \| \| 2005年（平成17年） \| 241,816人 \| \| \| 2010年（平成22年） \| 238,204人 \| \| \| 2015年（平成27年） \| 237,518人 \| \| \| 2020年（令和2年） \| 229,733人 \| \| |                                          |  |
| 総務省統計局 国勢調査より |                                          |  |
| 1970年（昭和45年） | 206,961人                                |  |
| 1975年（昭和50年） | 254,311人                                |  |
| 1980年（昭和55年） | 255,859人                                |  |
| 1985年（昭和60年） | 258,228人                                |  |
| 1990年（平成2年） | 256,524人                                |  |
| 1995年（平成7年） | 258,443人                                |  |
| 2000年（平成12年） | 250,806人                                |  |
| 2005年（平成17年） | 241,816人                                |  |
| 2010年（平成22年） | 238,204人                                |  |
| 2015年（平成27年） | 237,518人                                |  |
| 2020年（令和2年） | 229,733人                                |  |

### 隣接自治体
他の北河内地域の6市全てに接している。
大阪府
- 守口市
- 門真市
- 大東市
- 四條畷市
- 摂津市
- 高槻市
- 交野市
- 枚方市

## 歴史

### 近現代
昭和時代（戦前）
- 1943年（昭和18年）4月1日 - 北河内郡九個荘町・友呂岐村・豊野村・寝屋川村が合併して寝屋川町が発足。大字高柳に町役場を設置。のち大字大利に移転。

昭和時代（戦後）
- 1951年（昭和26年）5月3日 - 寝屋川町が市制を施行して寝屋川市となる。大阪府下17番目の市。
- 1959年（昭和34年）3月 - 「寝屋川市歌」を制定。
- 1961年（昭和36年）6月28日 - 北河内郡水本村を編入。

### 現代
平成時代
- 2001年（平成13年）4月1日 - 特例市に移行。
- 2019年（平成31年）4月1日 - 中核市に移行。

令和時代
- 2025年（令和7年） - 特区民泊の業務（2019年に大阪府から移管された業務）からの離脱を大阪府に申し立てる[2]。

## 政治

### 行政

#### 市長
- 市長：広瀬慶輔（ひろせ けいすけ、2019年5月29日就任、2期）

歴代市長
| 代    | 氏名       | 就任年月日     | 退任年月日    | 備考                   |
| ----- | ---------- | -------------- | ------------- | ---------------------- |
| 初    | 白井幾太郎 | 1951年5月3日   | 1955年4月30日 | 市制施行に伴い市長就任 |
| 2     | 平井義雄   | 1955年5月1日   | 1959年4月30日 |                        |
| 3-5   | 柏原眞次   | 1959年5月1日   | 1970年11月1日 |                        |
| 6-9   | 北川義男   | 1970年12月13日 | 1983年4月16日 |                        |
| 10-12 | 西川忠博   | 1983年5月29日  | 1995年5月28日 |                        |
| 13    | 高橋茂     | 1995年5月29日  | 1999年5月28日 |                        |
| 14-17 | 馬場好弘   | 1999年5月29日  | 2015年5月28日 |                        |
| 18    | 北川法夫   | 2015年5月29日  | 2019年5月28日 |                        |
| 19-20 | 広瀬慶輔   | 2019年5月29日  | 現職          |                        |

※歴代市長

### 立法

#### 市議会
定数は24人。2019年（令和元年）5月13日時点での会派構成は以下の通り。
寝屋川市議会
| 会派名             | 議席数 | 所属党派                          |
| ------------------ | ------ | --------------------------------- |
| ねやがわ未来議員団 | 11     | 自由民主党6、立憲民主党1、無所属5 |
| 公明党             | 6      | 公明党                            |
| 大阪維新の会       | 5      | 大阪維新の会                      |
| 日本共産党         | 2      | 日本共産党                        |

#### 府議会
大阪府議会（寝屋川市選出）
- 定数：2名
- 任期：2019年（平成31年）4月30日 - 2023年（令和5年）4月29日

| 議員名     | 会派名                       | 当選回数 | 備考 |
| ---------- | ---------------------------- | -------- | ---- |
| 上田健二   | 大阪維新の会大阪府議会議員団 | 2        |      |
| 肥後洋一朗 | 公明党大阪府議会議員団       | 3        |      |

#### 国会
衆議院
- 任期 ： 2021年（令和3年）10月31日 - 2025年（令和7年）10月30日（「第49回衆議院議員総選挙」参照）

| 選挙区                                     | 議員名   | 党派名       | 当選回数 | 備考   |
| ------------------------------------------ | -------- | ------------ | -------- | ------ |
| 大阪府第12区（寝屋川市、大東市、四條畷市） | 藤田文武 | 日本維新の会 | 2        | 選挙区 |

## 出先機関・施設

### 国家機関

#### 国土交通省
- 近畿運輸局大阪運輸支局（陸事）

### 施設

#### 警察
- 大阪府寝屋川警察署

#### 消防
枚方寝屋川消防組合が寝屋川市と枚方市の消防を担当している。また消防本部、緊急情報管理センターなどは枚方市にある。
本部
- 枚方寝屋川消防組合

消防署
- 寝屋川消防署

#### 医療・福祉
主な病院
- 大阪複十字病院
- 関西医科大学香里病院
- 寝屋川生野病院

#### 郵便局
集配郵便局
- 寝屋川郵便局

無集配郵便局
- 寝屋川成田東が丘郵便局
- 寝屋川成田郵便局
- 寝屋川香里三井郵便局
- 寝屋川国松郵便局
- 寝屋川田井郵便局
- 寝屋川石津南郵便局
- 寝屋川寿郵便局

- 寝屋川池田東郵便局
- 寝屋川池田郵便局
- 寝屋川大利郵便局
- 寝屋川清水郵便局
- 寝屋川高柳郵便局
- 寝屋川高柳五郵便局
- 寝屋川神田郵便局

- 寝屋川対馬江郵便局
- 寝屋川池田北郵便局
- 寝屋川点野郵便局
- 寝屋川香里郵便局
- 寝屋川香里西之町郵便局
- 寝屋川打上郵便局

- 寝屋川出雲郵便局
- 寝屋川萱島東郵便局
- 寝屋川萱島郵便局
- 寝屋川豊野郵便局
- 寝屋川高宮郵便局
- 寝屋川明和郵便局

#### 宿泊施設
コミュニティホテル
- ニューコマンダーホテル大阪＜寝屋川＞
- 寝屋川トレンドホテル

ビジネスホテル
- インペリアル香里園

## 対外関係

### 姉妹都市・提携都市

#### 国内
友好都市
- すさみ町（近畿地方 和歌山県 西牟婁郡）
  - 1976年（昭和51年）5月3日 - 友好都市提携

#### 海外
姉妹都市
- ニューポートニューズ市（アメリカ合衆国 バージニア州）
  - 1982年（昭和57年）7月1日 - 姉妹都市提携
- オークビル市（カナダ連邦 オンタリオ州）
  - 1984年（昭和59年）4月6日 - 姉妹都市提携

友好都市
- 黄浦区（中華人民共和国 上海市）
  - 1994年（平成6年）5月12日 - 友好都市提携

## 経済

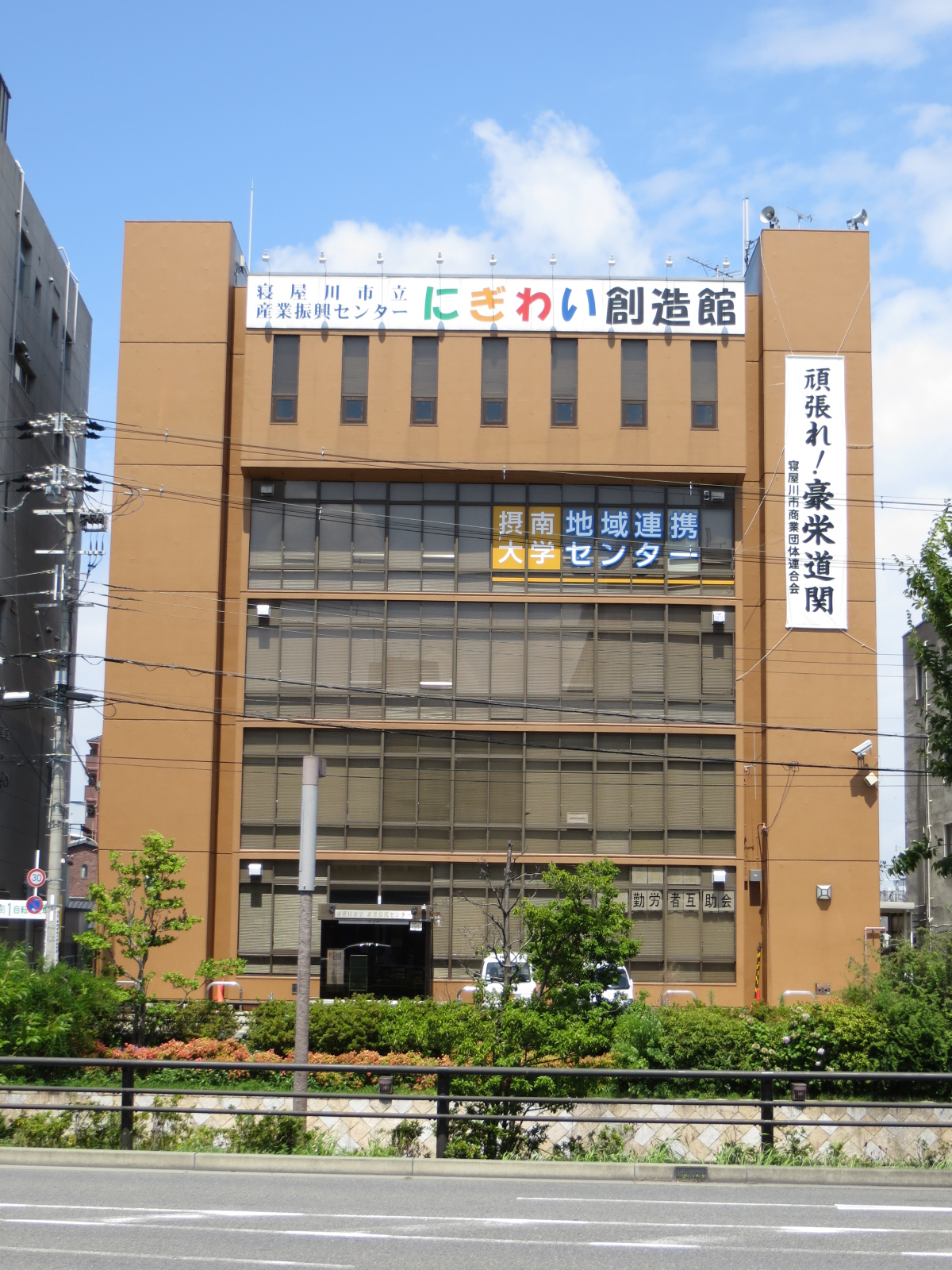
寝屋川市産業振興センター

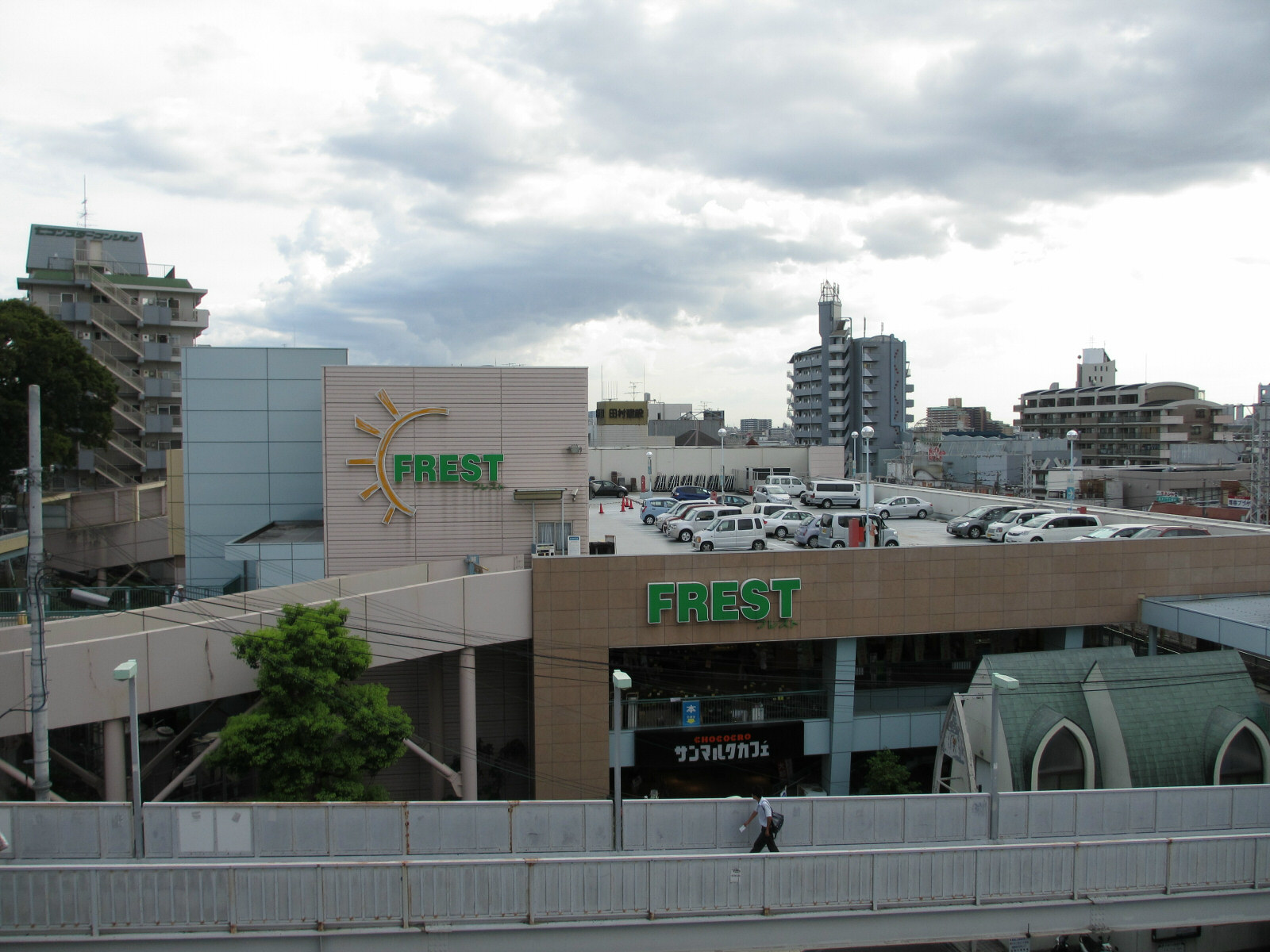
フレスト香里園

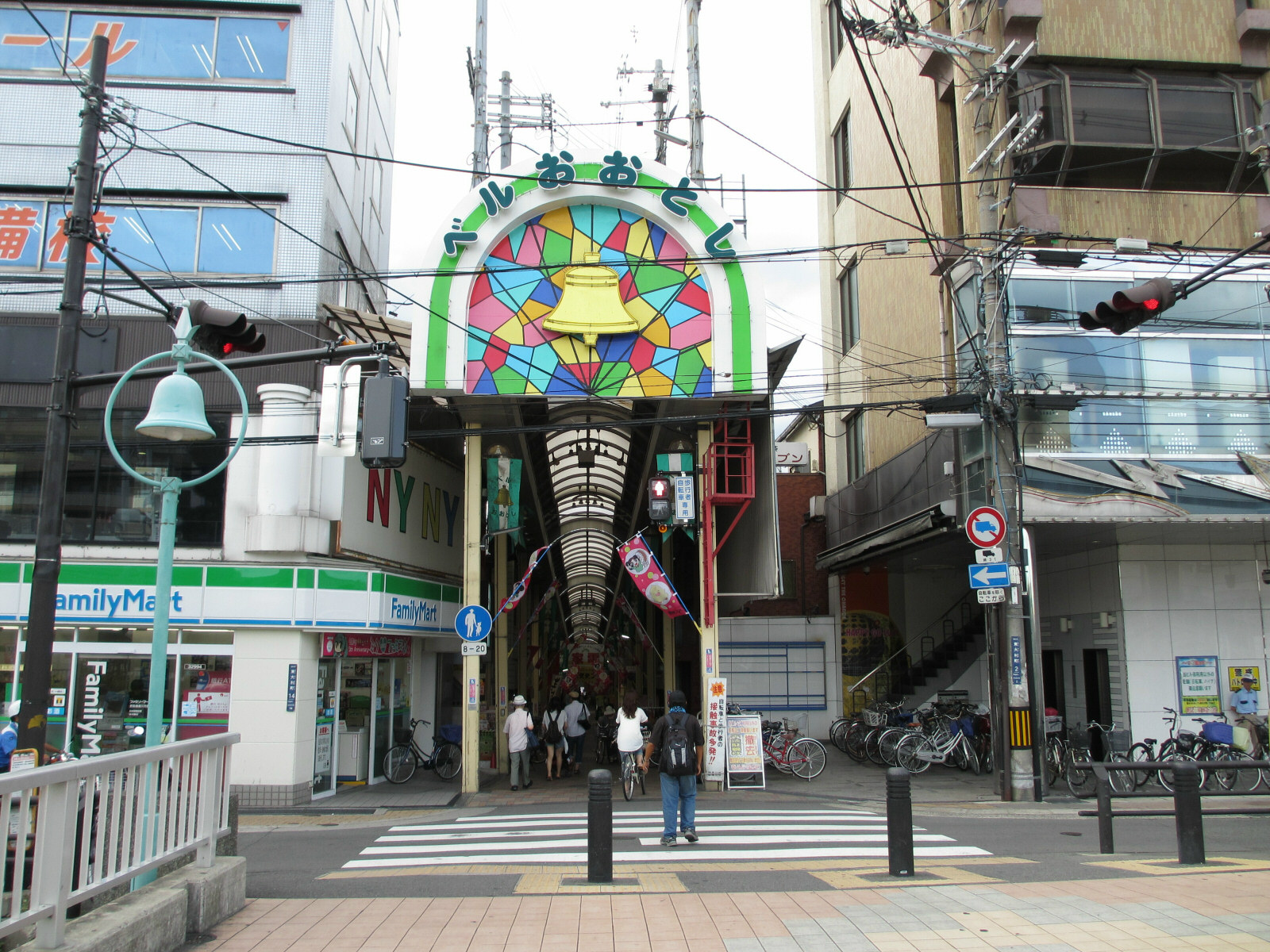
ベルおおとし商店街

市内の商業は小売中心となっている。大型商業施設は、京阪寝屋川市駅前、香里園駅前や国道沿いに集中立地している。
鉄道駅前では寝屋川市駅前のイズミヤ・アドバンスねやがわ・フレスト寝屋川店、香里園駅前のフレスト香里園店・ライフなどのスーパーマーケットが立地する。また、核テナントを持たない商業施設（香里園かほりまちなど）もある。
国道170号（大阪外環状線）沿いに、アル・プラザ、ホームズなどのSSM（スーパースーパーマーケット）が立地。大阪府道21号八尾枚方線沿いには寝屋川デポマート（ライフ・ジョーシン・コーナン・ダイソー）、コジマやヤマダ電機など大手家電量販店や、それを含めた複合店が立地する。大阪府道13号京都守口線沿いにはエディオン、コーナン、業務スーパーなどの中規模店が立地する。
国道1号バイパス・第二京阪道路が開通以降、沿線では計画的なまちづくりが進行し、寝屋川北インターチェンジ付近にはスーパービバホームplus、アル・プラザと50の専門店を有するビバモール寝屋川（市内のみの店舗では随一の規模）が開店し、京阪バスが寝屋川市駅、香里園駅、星田駅を結んで運行している。更に寝屋川南インターチェンジ付近の四條畷市境には新たにイオンモール四條畷が四條畷市と跨る形で開店した。
地域振興の取り組みから国の地域通貨の構造改革特区指定を受け、現在では市内の各商店街で使用することができる。地域通貨とは別に大型店と小規模店専用券で構成された「元気わくわく商品券」のようにプレミアを付けた商品券も存在し、大規模店が小規模店と連携を取り、日常の買い物を楽しむ工夫をしているのが特徴的である。

### 産業
- エクセディ（自動車のクラッチ製造。バス・トラック向けは独占）
- オンキヨー（オーディオメーカー・スピーカーシェア日本No.1）
- 大葉の生産（日本シェアNo.3）
- カタギ食品（ゴマ日本シェアNo.1）
- アキツ精機（文化財防災機器シェアNo.1）
- 本荘ケミカル（リチウム化合物、ストロンチウム化合物、臭素化合物、タウリン、ゲルマンガス等の日本の代表的メーカー）

## 教育・研究機関

### 大学
私立
- 大阪電気通信大学
  - 大阪電気通信大学短期大学部
- 摂南大学

### 高等専門学校
公立
- 大阪公立大学工業高等専門学校

### 高等学校
府立
- 寝屋川高等学校
- 北かわち皐が丘高等学校
- 西寝屋川高等学校

私立
- 香里ヌヴェール学院高等学校（※中高併設）
- 同志社香里高等学校（※中高併設）

### 中学校
市立
- 寝屋川市立第一中学校 - 校区：東と中央
- 寝屋川市立第二中学校 - 校区：池田と桜
- 寝屋川市立第三中学校 - 校区：北と田井
- 寝屋川市立第四中学校 - 校区：明和と梅が丘
- 寝屋川市立第五中学校 - 校区：神田と和光
- 寝屋川市立第六中学校 - 校区：第五と国松緑丘
- 寝屋川市立第七中学校 - 校区：南と掘溝
- 寝屋川市立第八中学校 - 校区：西と点野
- 寝屋川市立第九中学校 - 校区：啓明と成美
- 寝屋川市立第十中学校 - 校区：三井と宇谷
- 寝屋川市立友呂岐中学校 - 校区：木屋と石津
- 寝屋川市立中木田中学校 - 校区：木田と楠根

私立
- 香里ヌヴェール学院中学校（※中高併設）
- 同志社香里中学校（※中高併設）

### 小学校
昭和30年代まで東、西、南、北、第五の5つの小学校があった。高度経済成長期に集合団地や住宅地が次々に造成され、ベッドタウンとなり人口が急増した。そのため小学校就学人口が急激に増え、校舎増築、重層化などでは追いつかなくなり、次々と新しい小学校が建設された。しかし、高度経済成長期が終わり、更に今般の少子化に伴い小学生も減少し続けたため、1中学校2小学校を基本とし、統廃合による財源を教育環境の充実に転換した。
統合だけに留まらず、小中一貫教育を視野に入れ、文部科学省のモデル校となる学校や、英語教育特区の指定を受けるなどの取り組みを行っている。
市立
- 寝屋川市立点野小学校
- 寝屋川市立桜小学校
- 寝屋川市立和光小学校
- 寝屋川市立池田小学校
- 寝屋川市立啓明小学校
- 寝屋川市立神田小学校
- 寝屋川市立西小学校
- 寝屋川市立南小学校
- 寝屋川市立成美小学校
- 寝屋川市立堀溝小学校
- 寝屋川市立木田小学校
- 寝屋川市立楠根小学校
- 寝屋川市立東小学校
- 寝屋川市立石津小学校
- 寝屋川市立木屋小学校
- 寝屋川市立田井小学校
- 寝屋川市立第五小学校
- 寝屋川市立三井小学校
- 寝屋川市立中央小学校
- 寝屋川市立国松緑丘小学校
- 寝屋川市立北小学校
- 寝屋川市立宇谷小学校
- 寝屋川市立明和小学校
- 寝屋川市立梅が丘小学校

なお、2005年（平成17年）4月1日に以下の統廃合が行われた。
- 明徳小学校と三井小学校が統合され、三井小学校が存続
- 池田第二小学校と寝屋川市立池の里小学校が統合され、池田第二小学校を桜小学校と名前を変え存続

私立
- 香里ヌヴェール学院小学校

### 保育所
市立
- 寝屋川市立ひまわり保育所
- 寝屋川市立すみれ保育所
- 寝屋川市立さくら保育所
- 寝屋川市立なでしこ保育所
- 寝屋川市立たんぽぽ保育所
- 寝屋川市立さつき保育所
- 寝屋川市立かえで保育所
- 寝屋川市立さざんか保育所
- 寝屋川市立コスモス保育所
- 寝屋川市立ひなぎく保育所
- 寝屋川市立しらゆり保育所
- 寝屋川市立すずらん保育所
- 寝屋川市立あざみ保育所
- 寝屋川市立もくれん保育所

## 交通

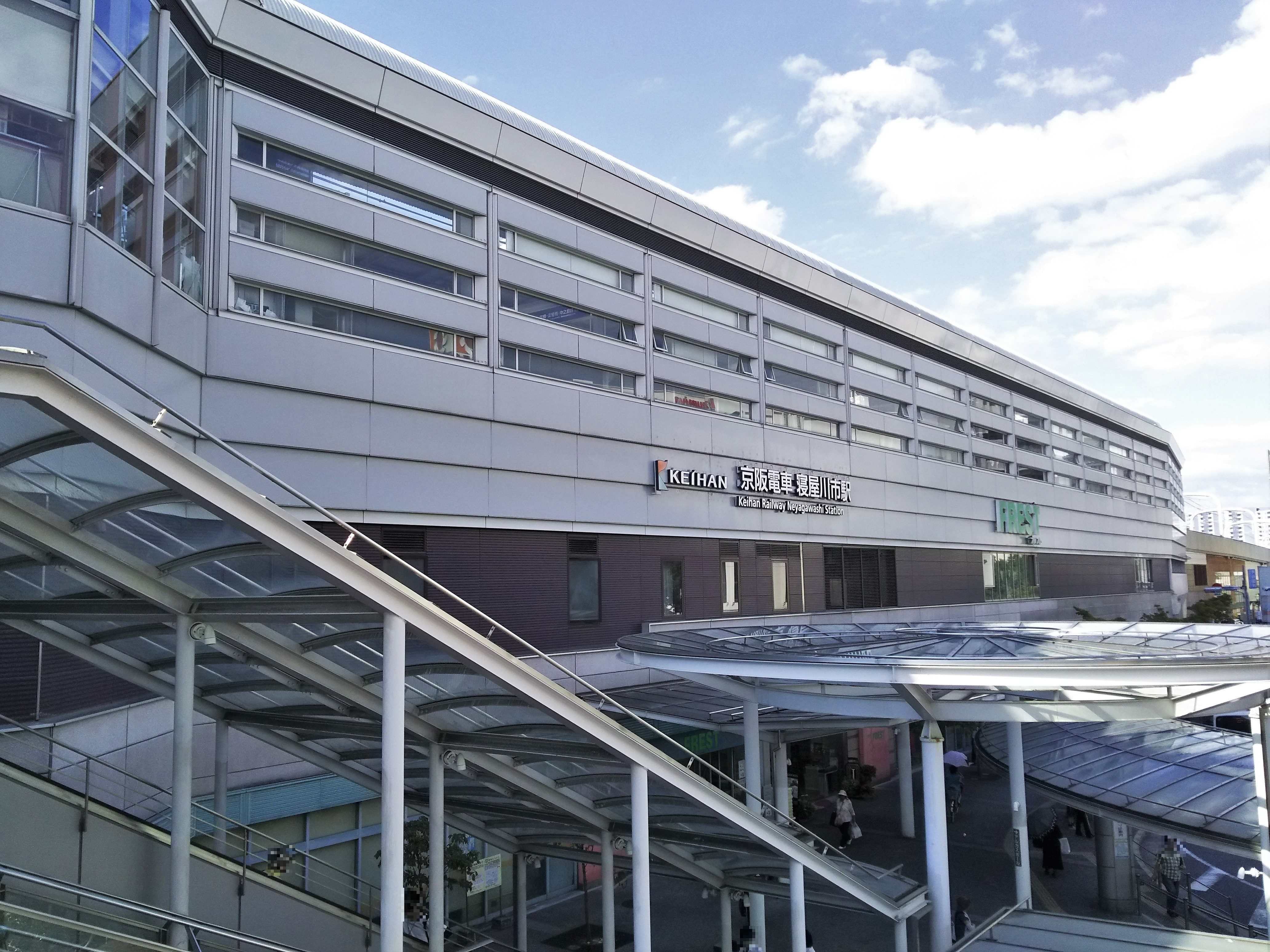
寝屋川市駅

### 鉄道
京阪電気鉄道京阪本線が市中心部を、JR片町線（学研都市線）が市東部を貫く。
中心となる駅：寝屋川市駅

#### 鉄道路線
西日本旅客鉄道（JR西日本）
- 片町線（学研都市線）：寝屋川公園駅

京阪電気鉄道
- 京阪本線：萱島駅 - 寝屋川市駅 - 香里園駅

### バス

#### 路線バス
京阪バス
- 京阪本線の寝屋川市駅・香里園駅を拠点として市内全域に路線網を持つ。同市内に寝屋川営業所があるが、寝屋川市駅東ターミナルからの路線は基本的に交野営業所管轄となっている。これは交野営業所のエリアが京阪本線より東側としていることによるものである。なお寝屋川市の南部には門真営業所のバスも運行している。また、茨木方面の一部の便は高槻営業所が管轄している。

近鉄バス
- 萱島駅よりバスが発着。ロータリー整備予定。

ねやBUS（コミュニティワゴン）
- 2024年（令和6年）4月1日より、京阪バスから旧タウンくる寝屋川市内線のうち経路番号が50番台の路線[5]を引き継いで運行。

### 道路
主要道路同士の接続点において交通渋滞が頻発しているため、第二京阪道路の整備や、主要地方道京都守口線と府道八尾茨木線の交点の立体交差化等の事業が行われており、解消が期待されている。2001年に都市計画道路千里丘寝屋川線が開通し、寝屋川市駅を中心とした大阪外環状線（国道170号）、京都守口線、八尾茨木線、枚方交野寝屋川線、八尾枚方線による環状道路が形成され、駅を周辺の各道路の渋滞が緩和した。また豊野交差点の改良により東西の交通渋滞も緩和された。
寝屋川市駅から外環状線・八尾枚方線結節点となる秦八丁交差点までを結ぶ都市計画道路「寝屋川駅前線」が2015年4月1日に全通。更に第二京阪道路へのアクセス道路が6路線整備中である。国道170号以北は京阪本線が地上を走っている（主要道路のみ跨道橋で立体交差）ため、地域の分断や渋滞を解消する連続立体交差事業が進行中である。また、香里園駅周辺も再開発事業により道路や広場の再整備が行われる。

#### 高速道路

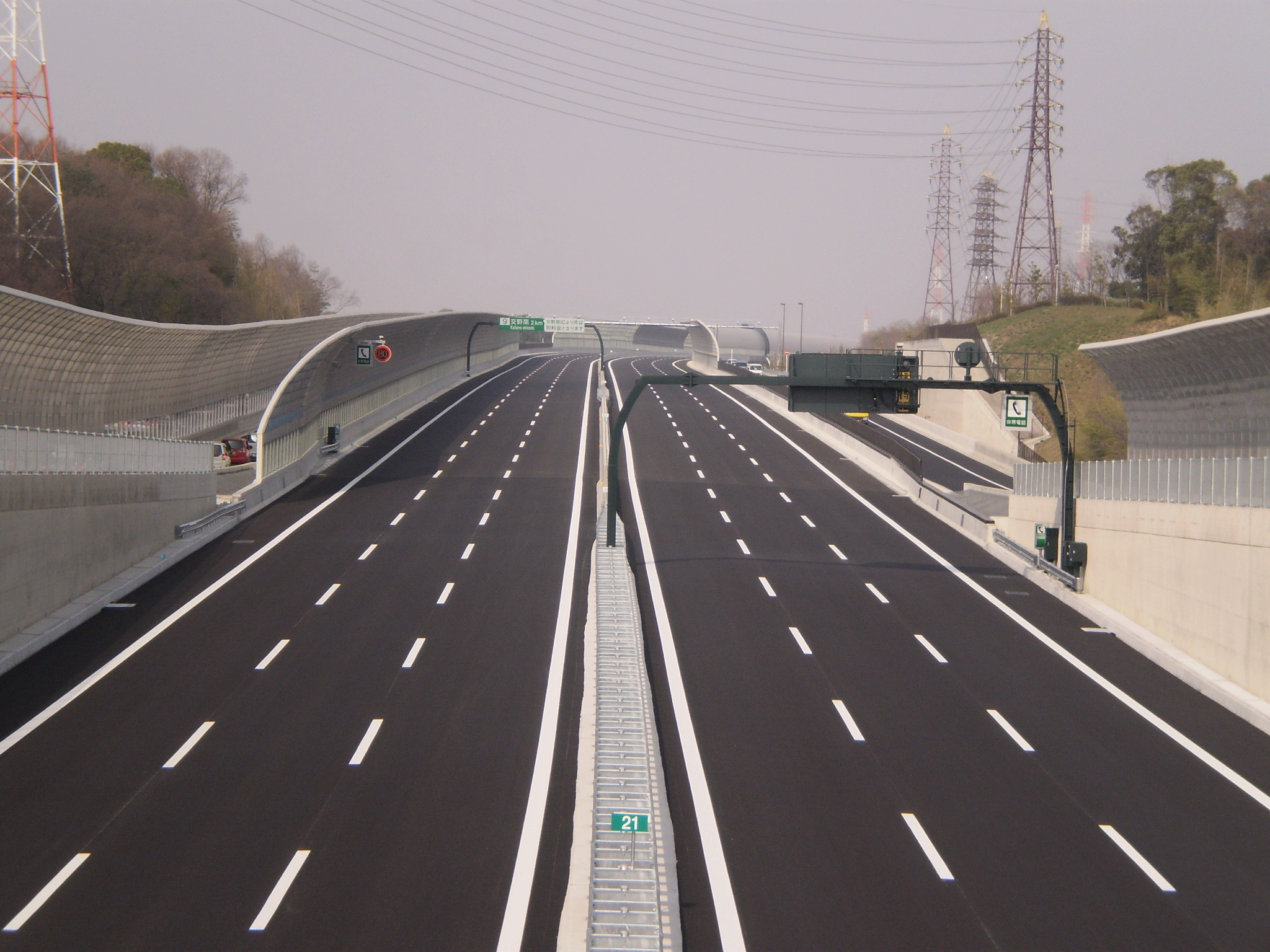
市内を通過する第二京阪道路

- 第二京阪道路
  - 寝屋川北インターチェンジ
  - 寝屋川南インターチェンジ
- 鳥飼仁和寺大橋有料道路

#### 国道
太字は直轄
- 国道1号
- 国道163号
- 国道170号（大阪外環状線）

#### 府道
主要地方道
- 大阪府道13号京都守口線（旧国道1号）
- 大阪府道15号八尾茨木線
- 大阪府道18号枚方交野寝屋川線
- 大阪府道19号茨木寝屋川線
- 大阪府道20号枚方富田林泉佐野線
- 大阪府道21号八尾枚方線

一般府道
- 大阪府道148号木屋交野線
- 大阪府道149号木屋門真線
- 大阪府道154号私市太秦線

## 観光

### 名所・旧跡
神社
- 大利神社
- 大杜御祖神社
- 萱島神社
- 国守神社

寺院
- 静照寺
- 高宮廃寺跡
- 明王院（成田山大阪別院明王院、成田山不動尊）
  - 交通安全祈祷で有名。個人だけでなく、多くの運送会社も祈祷を受けにくる。

遺跡
- 石の宝殿
  - 石宝殿古墳。国の史跡
- 太秦古墳群
  - 太秦高塚古墳
- 寝屋古墳

史跡
- 河内十七箇所（荘園）

### 寝屋川八景
昭和61年、市内の名所旧跡を選定し、以下の「寝屋川八景」が制定された。
- 淀川河川公園
- 南寝屋川公園
- 寝屋川墓地公園
- アドバンスねやがわ
- 成田山不動尊
- 石宝殿古墳
- 春日神社しいの社叢
- 神田天満宮千年の大楠

新寝屋川八景
その後、地域の変貌を考慮し、平成21年に投票で「新寝屋川八景」が制定された。
- 「広大で自然豊かな」淀川河川公園
- 「木漏れ日溢れる憩いの場」寝屋川公園
- 「古の歴史・ロマンへの誘い」太秦高塚古墳
- 「四季いろどりの散歩道」友呂岐緑地
- 「近代的な駅舎との融合」萱島駅のくすのき
- 「香りの丘」成田山不動尊
- 「寝屋川のえべっさん」ねや川戎
- 「故郷伝承・はちかづきの里」寝屋のまちなみ
  - 　同市には御伽草子の『鉢かづき』に登場する主人公・初瀬姫の父である藤原実高の別荘、寝屋長者屋敷の伝承地がある。市のイメージキャラクター「はちかづきちゃん」は、この伝承に基づく。

その他
- 打上川治水緑地（以下 打上川治水緑地にて開催）
  - 桜のライトアップ（3月-4月）
  - 寝屋川まつり（8月）
  - 元気いきいきスポーツまつり（10月）
  - エコフェスタ（11月）
  - 高宮廃寺跡（国の史跡）
- 聖母女学院校舎（登録有形文化財）

枚方市にある船橋陣屋の表門が旧庄屋宅に移築現存している。
主な公園
寝屋川再生ワークショップを行い、その結果としてせせらぎ公園など水辺再生の計画が進行している。これらの成果が「川の日ワークショップ」に於いて2006年、2002年グランプリ、2005年準グランプリ、その他地域作りの賞を受賞。
国営淀川河川公園、府営寝屋川公園、打上川治水緑地、寝屋川治水緑地（深北緑地）のような大きな公園も点在しており、住宅都市を象徴していると言える。これらも川に関連する公園であることがうかがえる。寝屋川公園はスポーツ公園機能を備える。
- 淀川河川公園（太間公園）、寝屋川公園、打上川治水緑地、寝屋川治水緑地、南寝屋川公園、ABC公園、田井西公園、成田公園

## 出身関連著名人

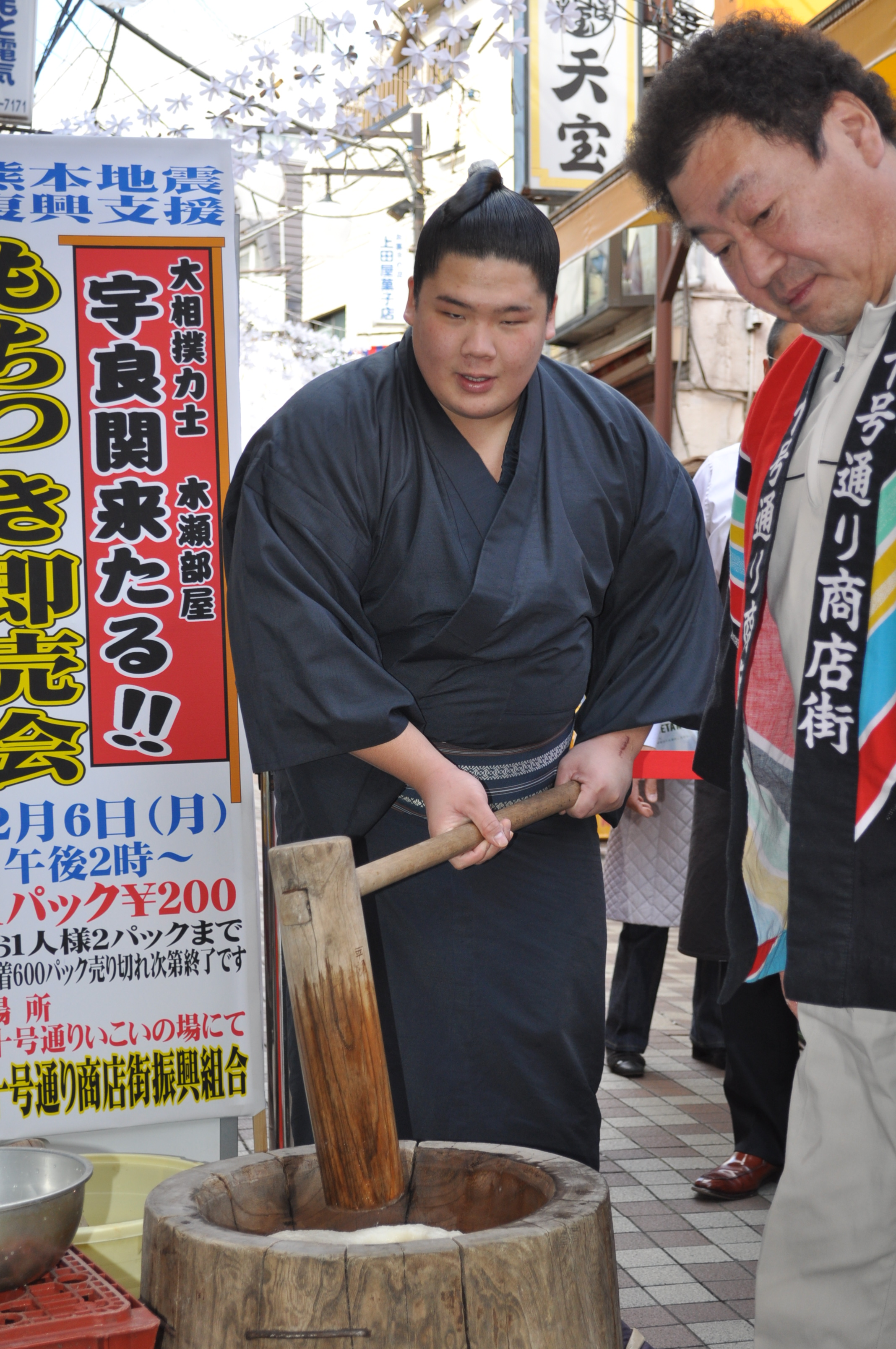
熊本地震復興支援もちつき即売会での宇良和輝関 笹塚十号通り商店街（2017年2月6日撮影）

### 出身著名人

#### 政界・官界
- 北川石松（第24代環境庁長官）
- 北川修（総務省政策統括官（統計制度担当、恩給担当））[6]
- 樽床伸二（第16代総務大臣）

#### 財界
- 佐野精一郎（実業家、三洋電機元社長）
- 山本正喜（実業家、Chatwork創業者・社長CEO）

#### 文化・芸術
- 坂優也（作曲家、編曲家）
- 西田二郎（読売テレビ・テレビディレクター）
- 逢坂浩司（アニメーター）
- 金田達也（漫画家）
- 多田かおる（漫画家）
- 中村信博（作家、ライター、ラリー選手）
- 4代目桂春団治（落語家）
- Saeko（英語作詞家、ヘヴィ・メタル歌手）
- 荒木一成（恐竜造形家）

#### 芸能人
- 神谷けいこ（女優）
- 奥村政佳（歌手・RAG FAIR）
- 吉村由美（歌手・PUFFY）
- 杉浦太陽・杉浦タカオ（兄弟）（俳優）
- 藤本敏史（FUJIWARA・お笑いタレント）
- 原西孝幸（FUJIWARA・お笑いタレント）
- 津川友美（タレント、元大阪パフォーマンスドール）
- 内藤剛志（俳優）
- 中村正人（ミュージシャン・DREAMS COME TRUE）
- 中村ゆり（女優・元YURIMARI）
- 松下さゆみ（漫才師 さゆみ・ひかり。宮川大助・花子の娘）
- 海原やすよ・ともこ（漫才師）
- 中嶋慶子（タレント）
- 又吉直樹（ピース、吉本興業東京所属お笑い芸人、芥川賞受賞作家、ねやがわPR大使）
- 田中一彦（スーパーマラドーナ、吉本興業大阪所属）
- なんばよこやま（吉本興業大阪所属）
- 藤原時（藤崎マーケット、吉本興業大阪所属）
- 大端絵里香（元吉本新喜劇座員）
- 久野知美（タレント、フリーアナウンサー）
- 大谷澪（女優）
- 水美舞斗（宝塚歌劇団専科男役）
- yonige（女性ロックバンド）
- ゴジーラ久山（ものまねタレント）
- 井上奈瑠 (アイドル、元AKB48メンバー)
- 奥野壮（俳優）
- 井藤瞬（俳優）
- 辻本祐樹（俳優）
- 宮世真理子（声優）
- 藤吉夏鈴（アイドル、櫻坂46メンバー）
- 北村真菜（アイドル、NMB48の元メンバー）
- 平尾菜々花（声優、女優）
- Fuma no KTR (MC/ラッパー)

#### 報道関係
- 酒井茉耶（秋田放送アナウンサー）
- 田井麗花（フリーアナウンサー）
- 前田拓哉（テレビ大阪アナウンサー、元山形テレビアナウンサー）

#### スポーツ選手
- 関本賢太郎（元プロ野球選手・阪神）
- 上原浩治（元プロ野球投手・読売ジャイアンツ、メジャーリーグ数球団）
- 松岡康暢（ロアッソ熊本・サッカー選手）
- 田所諒（横浜FC・サッカー選手）
- 柴原央明（JRA騎手→JRA調教助手）
- 柴山雄一 （NAR騎手→JRA騎手）
- 豪栄道豪太郎（元大相撲力士・市民栄誉賞受賞）
- 宇良和輝（大相撲力士）
- 豪ノ山登輝（大相撲力士）
- 小松則幸（プロボクサー）
- 下町俊貴（プロボクサー）
- 竹迫司登（プロボクサー）
- 鶴直人（元プロ野球選手・阪神）
- 沖本摩幸（プロレスラー）
- 伊藤大将（プロ野球選手・ソフトバンクホークス)
- 山下美夢有（プロゴルファー）
- 盛田志（ラグビー選手・クイーンズランド大学ラグビークラブ）